# قائمة الميليشيات في الحرب الأهلية اللبنانية
قائمة الميليشيات في الحرب الأهلية اللبنانية لا تشمل الجيش اللبناني "الشرعي". لإن الجيش انقسم إلى قسمين رئيسيين:
- الجيش اللبناني "القانوني" بقيادة المارونية فضل حكومة الجبهة اللبنانية

- "الجيش العربي اللبناني" المسلم قاتل لصالح حكومة الحركة الوطنية اللبنانية المنافسة

بالإضافة إلى ذلك، كان هناك فصيل مستقل داخل الجيش اللبناني "الشرعي" يسمى جيش لبنان الحر. تشكل عام 1976 ويتألف من الموارنة والروم الكاثوليك رداً على الانشقاق عن جيش لبنان العربي ذي الأغلبية المسلمة. إستمرت الحكومة بتمويل هذا الجيش، وأعيد دمجه بالكامل مع الجيش "الشرعي" عام 1978، باستثناء بعض الوحدات التي اختارت بدلاً من ذلك تشكيل جيش لبنان الجنوبي المدرج أدناه.

## القائمة
| الميليشيا | التنظيم السياسي                                                                               | الفصيل الرئيسي                                                                                | المجتمع                           | ملاحظات |
| --- | --------------------------------------------------------------------------------------------- | --------------------------------------------------------------------------------------------- | --------------------------------- | --- |
| القوات اللبنانية | الجبهة اللبنانية (كَكُل); حزب القوات اللبنانية بقيادة سمير جعجع، خرج من هيكلية القوات اللبنانية | الجبهة اللبنانية                                                                              | الموارنة                          | في البداية كانت منظمة جامعة للموارنة مليشيا الحزب أصبحت قوة مستقلة الهيكل في عام 1992.                                           |
| قوى الكتائب النظامية                                                                                                  | حزب الكتائب اللبنانية                                                                         | الجبهة اللبنانية                                                                              | الموارنة                          | |
| أقسام أمن الكتائب | حزب الكتائب اللبنانية                                                                         | الجبهة اللبنانية                                                                              | الموارنة                          | "ميليشيا الشرطة" التابعة لحزب الكتائب أول قائد كان بشير الجميل                                                                   |
| ميليشيا نمور الأحرار                                                                                                  | حزب الوطنيين الأحرار                                                                          | الجبهة اللبنانية                                                                              | الموارنة                          | |
| جيش التحرير الزغرتاوي ("كتائب المردة" بشكل غير رسمي)                                                                  | تيار المردة                                                                                   | الجبهة اللبنانية (حتى 1978)                                                                   | الموارنة                          | تعمل حول قاعدتها في شمال لبنان. موالية لسوريا بعد عام 1978                                                                       |
| حراس الأرز | حزب التجدد اللبناني                                                                           | الجبهة اللبنانية                                                                              | الموارنة                          | المؤسس يعيش حالياً في المنفى |
| الكتيبة الآشورية | حزب شوريا                                                                                     | الجبهة اللبنانية                                                                              | الآشوريون                         | |
| التنظيم | حركة الأرز                                                                                    | الجبهة اللبنانية                                                                              | الموارنة                          | سرية، ربما مرتبطة الجيش اللبناني                                                                                                 |
| جيش لبنان الجنوبي | حكومة لبنان الحر                                                                              | حكومة لبنان الحر                                                                              | بقيادة مارونيّة، المجندون المسلمون | وكيل إسرائيلي |
| القوات اللبنانية - القيادة التنفيذية                                                                                  | حزب الوعد، شكله إيلي حبيقة والموالين له                                                       |                                                                                               | الموارنة                          | مجموعة منشقة عن القوات اللبنانية سيئة السمعة بقيادة إيلي حبيقة؛ موالية لسوريا                                                    |
| جيش لبنان العربي | حكومة الحركة الوطنية اللبنانية (أنصبت نفسها)                                                  | الحركة الوطنية اللبنانية/جبهة المقاومة الوطنية اللبنانية                                      | سنة (بشكل افتراضي)                | انشقوا عن الجيش اللبناني، ويعتبرون أنفسهم الجيش اللبناني الشرعي، تحكموا في 3/4 من مواقع للجيش اللبناني                           |
| الفرسان الحمر العربي                                                                                                  | الحزب العربي الديمقراطي                                                                       | جبهة المقاومة الوطنية اللبنانية                                                               | العلوية                           | موالية لسوريا، صغيرة ولكنها حصلت على دعم كبير جدا من الزعيم العلوي في سوريا؛ سيطرت في النهاية على ميناء طرابلس                   |
| الحزب الديمقراطي الكردي                                                                                               | الحزب الديمقراطي الكردي في لبنان                                                              | الحركة الوطنية اللبنانية                                                                      | الأكراد                           | |
| جيش التحرير الشعبي | الحزب التقدمي الاشتراكي                                                                       | الحركة الوطنية اللبنانية/جبهة المقاومة الوطنية اللبنانية                                      | الدروز                            | قاعدة السلطة في الشوف وسيطرت على إقليمها                                                                                         |
| أفواج المقاومة اللبنانية (تختصر إلى أمل)                                                                              | حركة أمل                                                                                      | الحركة الوطنية اللبنانية/جبهة المقاومة الوطنية اللبنانية                                      | الشيعة                            | انشأت الميليشيا بدعم من حركة فتح                                                                                                 |
| المقاومة الإسلامية | حزب الله                                                                                      | الحركة الوطنية اللبنانية/جبهة المقاومة الوطنية اللبنانية                                      | الشيعة                            | تطورت من حركة أمل في أوائل الثمانينيات، في البداية كوكيل إيراني                                                                  |
| الميليشيات التابعة لمنظمة التحرير الفلسطينية (مثل ميليشيا فتح وميليشيا الجبهة الشعبية لتحرير فلسطين – القيادة العامة) | منظمة التحرير الفلسطينية                                                                      | فلسطينيون (قاتلوا في بعض الأحيان مع الحركة الوطنية اللبنانية/جبهة المقاومة الوطنية اللبنانية) | الفلسطينيون                       | كانت مليشيات منظمة التحرير الفلسطينية المختلفة تقاتل في كثير من الأحيان كوكلاء لدول عربية مختلفة بما في ذلك سوريا والعراق وليبيا |
| جيش التحرير الفلسطيني                                                                                                 | من الناحية الاسمية البحتة، تحت منظمة التحرير الفلسطينية                                       | موالية لسوريا                                                                                 | فلسطينيون                         | تحت القيادة السورية |
| الحرس الشعبي | الحزب الشيوعي اللبناني                                                                        | الحركة الوطنية اللبنانية/جبهة المقاومة الوطنية اللبنانية                                      | علماني                            | علمانيون، لكن معظم الأعضاء اسمياً من الطوائف الأرثوذكسية الشرقية والمجتمعات الأرثوذكسية المشرقية                                  |
| ميليشيا الحزب السوري القومي الاجتماعي                                                                                 | الحزب السوري القومي الاجتماعي                                                                 | الحركة الوطنية اللبنانية/جبهة المقاومة الوطنية اللبنانية                                      | علماني                            | دعت إلى الاتحاد مع سوريا؛ في 1976 انقسمت إلى فصائل مؤيدة ومعارضة للأسد، أعضائها مرتبطين بأغتيال كمال جنبلاط وبشير الجميل         |
| حركة الناصريين المستقلين - المرابطون                                                                                  | الحركة الناصرية المستقلة                                                                      | الحركة الوطنية اللبنانية/جبهة المقاومة الوطنية اللبنانية                                      | السنة                             | |
| توحيد | حركة التوحيد الإسلامي                                                                         |                                                                                               | السنة                             | قاتلت الحركة الإسلامية بشكل رئيسي الجيش السوري وحلفاؤه في طرابلس                                                                 |
| انقسامات النصر | اتحاد القوى الشعبية الكادحة (مجموعة ناصرية)                                                   | الحركة الوطنية اللبنانية/جبهة المقاومة الوطنية اللبنانية                                      | مسلمين                            | موالية لسوريا |
| ميليشيات البعث | حزب البعث العربي الاشتراكي                                                                    | الحركة الوطنية اللبنانية/جبهة المقاومة الوطنية اللبنانية                                      | علماني                            | انقسموا إلى ميليشيتين بعث متناحرة، واحدة موالية للعراق والاخرى موالية لسوريا                                                     |